# سيمنز SX1
سيمنز SX1 (بالإنجليزية: Siemens SX1)‏ هو هاتف ذكي من سيمنز.

## الخصائص
- الشاشة: 176×220
- الوزن: 116 غرام
- المعالج: 120 ميجا هرتز
- الذاكرة: 4 ميجابايت